# Кубок світу з біатлону 2010—2011 — етап 9
9-ий етап Кубка світу з біатлону 2010-11 проходить з 17 по 20 березня 2011 у Холменколлені, Осло, Норвегія.

## Розклад
Розклад гонок наведено за даними biathlonworld.com.
| Дата       | Час       | Гонка                            |
| ---------- | --------- | -------------------------------- |
| 17 березня | 11:00 CET | Спринт 7,5 км, жінки             |
| 17 березня | 14:15 CET | Спринт 10 км, чоловіки           |
| 19 березня | 14:00 CET | Переслідування 10 км, жінки      |
| 19 березня | 16:00 CET | Переслідування 12,5 км, чоловіки |
| March 20   | 14:00 CET | Мас-старт 12,5 км, жінки         |
| March 20   | 16:00 CET | Мас-старт 15 км, чоловіки        |

## Переможці та призери

### Чоловіки
| Гонка:                                                                          | Золото:                       | Час               | Срібло:             | Час               | Бронза:                       | Час               |
| Спринт 10 км Протокол [Архівовано 20 березня 2011 у Wayback Machine.]           | Андреас Бірнбахер Німеччина   | 26:14.6 (0+0)     | Б'єрн Феррі Швеція  | 26:24.8 (0+0)     | Александер Вольф Німеччина    | 26:58.6 (0+0)     |
| Переслідування 12,5 км Протокол [Архівовано 21 березня 2011 у Wayback Machine.] | Еміль Хегле Свендсен Норвегія | 32:59.2 (0+2+1+0) | Тар'єй Бо Норвегія  | 32:59.8 (0+0+1+0) | Мартен Фуркад Франція         | 33:06.5 (1+0+0+0) |
| Мас-старт 15 км Протокол [Архівовано 22 березня 2011 у Wayback Machine.]        | Еміль Хегле Свендсен Норвегія | 39:07.6 (0+1+1+0) | Євген Устюгов Росія | 39:08.0 (0+0+0+1) | Уле-Ейнар Б'єрндален Норвегія | 39:17.6 (0+1+0+0) |

### Жінки
| Гонка:                                                                     | Золото:                       | Час               | Срібло:                      | Час               | Бронза:                  | Час               |
| Спринт 7,5 км Протокол [Архівовано 20 березня 2011 у Wayback Machine.]     | Маґдалена Нойнер Німеччина    | 21:04.6 (0+1)     | Тура Бергер Норвегія         | 21:35.9 (0+1)     | Дарія Домрачова Білорусь | 21:50.7 (0+2)     |
| Персьют 10 км Протокол [Архівовано 21 березня 2011 у Wayback Machine.]     | Анастасія Кузьміна Словаччина | 33:42.5 (0+2+1+0) | Дарія Домрачова Білорусь     | 34:05.6 (2+0+1+2) | Андреа Генкель Німеччина | 34:10.1 (0+0+1+2) |
| Мас-старт 12,5 км Протокол [Архівовано 21 березня 2011 у Wayback Machine.] | Дарія Домрачова Білорусь      | 36:13.0 (1+0+0+2) | Ганна Богалій-Титовець Росія | 36:29.0 (0+0+0+1) | Ольга Зайцева Росія      | 36:38.0 (0+0+1+0) |

## Досягнення
Найкраще місце в кар'єрі
|  |  |

Перша гонка кубка світу
|  |  |

## Виноски
1. ↑  Oslo Holmenkollen World Cup schedule. Архів оригіналу за 19 січня 2011. Процитовано 17 березня 2011.